# アヘド・タミミ
アヘド・タミミ（アラビア語: عهد التميمي ‘Ahad at-Tamīmī, 英語: Ahed Tamimi, Ahdと表記されることもある。）は、ヨルダン川西岸地区のナビサリフ村出身のパレスチナ人活動家。イスラエル兵士と対決する写真や映像で知られる。 タミミの支持者たちは、マララ・ユスフザイと比較し、彼女をパレスチナの自由の闘士とみなす一方、批判者たちは、彼女は政治的な両親に操られており、暴力に関与することを教育されてきたと主張している。
2017年12月、兵士を平手打ちしたことで、イスラエル当局に拘留された。平手打ち事件は撮影され大きな話題となり、国際的な関心と議論を呼んだ。 タミミは司法取引に合意した後、刑務所で8ヶ月間服役し、2018年7月29日に釈放された。

## 平手打ち事件

ジョリット・アゴチらにより壁に描かれたアヘド・タミミの肖像

2017年12月15日、アヘド・タミミはナビサリフ村近隣のイスラエル入植地の拡大に反対するデモンストレーションに参加した。 約200人のデモ参加者がイスラエルの兵士に石を投げ、抗議行動は激化した。兵士たちは、騒乱を鎮圧するためタミミ家に入り、抗議者たち（軍によれば、彼らは家の中から石を投げ続けていた）を鎮圧した。 タミミ家によると、抗議の最中、アヘド・タミミの15歳のいとこであるモハメッド・タミミは、ゴムでコーティングされた鋼の弾丸で頭を至近距離から撃たれ、重傷を負った。 それに対しアヘドは、母親のナリマンといとこのヌールと共に、タミミ家の外の2人の兵士に近づき、平手打ちし、蹴り、押し付け、その様子が撮影された。兵士たちは報復しなかった。 

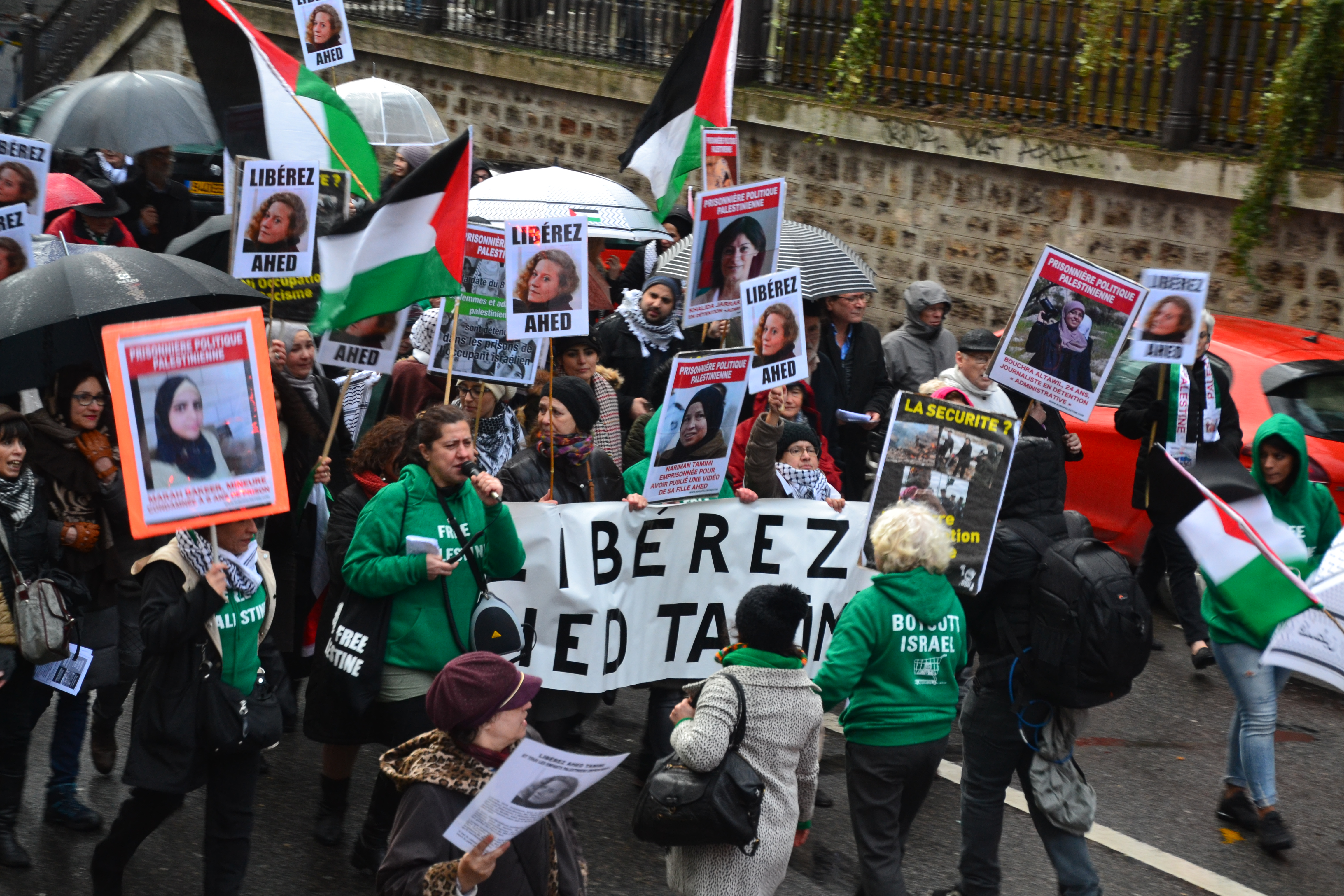
2018年3月8日、パリの親パレスチナ派の抗議

事件の映像が母親のナリマン・タミミのFacebookページにアップロードされ、大きな話題を呼んだ。 数日後の12月19日、アヘド・タミミは夜間の手入れで逮捕された。    「占領に恥をかかせた」ことで選ばれたかもしれない未成年者に軍事裁判所を使用することについては懸念があったものの、13日後、タミミは暴行、扇動、投石の罪で起訴された。彼女の母親といとこのヌールも、ともに事件に関連して逮捕された。 彼女の母親は、動画を投稿したことで、起訴状によると、イスラエルに対する暴力的攻撃を促したとされ、扇動と暴行の罪で起訴された。  この事件は世界的な注目を集め、パレスチナとイスラエルの社会では兵士の抑制的な様子についての議論に拍車がかかった。   タミミを支持する集会が、北アメリカとヨーロッパで開催された。 
2018年3月24日、タミミは検察側との司法取引において、刑務所で8ヶ月服役し、5,000シェケル（1,437ドル）の罰金を支払うことに同意した。合意の一環として、1回の暴行、1回の扇動、および2回兵士を妨害したこと（これは2017年12月の事件とは関係がない）で有罪を認めた。    刑務所にいる間、タミミは高校の学位を取得した。7月29日に釈放され、法律を研究し、「占領に責任を負わせる」ことを決心した。  
タミミの釈放時には、敬意を表してヨルダン川西岸地区の分離壁上に、ジョリット・アゴチを含む2人のイタリア人アーティストによって肖像画が描かれた。その後、2名は逮捕され、強制的にイスラエルを出国させられた。   